# عرض بضة (دوعن)
'

تعديل مصدري - تعديل

عرض بضة هي إحدى قرى عزلة صيف بمديرية دوعن التابعة لمحافظة حضرموت، بلغ تعداد سكانها 120 نسمة حسب تعداد اليمن لعام 2004.